# Moyale (district)
Moyale is een Keniaans district in de provincie Mashariki. Het district telt 53.479 inwoners (1999) en heeft een bevolkingsdichtheid van 6 inw/km². Ongeveer 12,5% van de bevolking leeft onder de armoedegrens en ongeveer 71,0% van de huishoudens heeft beschikking over elektriciteit.